# Formula 1 – sezona 2019.
| FIA Svjetsko prvenstvo Formule 1 2019. | FIA Svjetsko prvenstvo Formule 1 2019. |
|                                        | Prvak                                  |
| -------------------------------------- | -------------------------------------- |
| Vozač                                  | Lewis Hamilton (Mercedes)              |
| Konstruktor                            | Mercedes                               |
| Prethodna sezona                       | Sljedeća sezona                        |
| 2018.                                  | 2020.                                  |

Formula 1 – sezona 2019. je bila 70. sezona svjetskog prvenstva Formule 1. Lewis Hamilton je osvojio šesti naslov svjetskog prvaka, dok je u prvenstvu konstruktora Mercedes osvojio šesti uzastopni naslov. Sezona 2019. je bila prva sezona u Formuli 1 za Landa Norrisa, Georgea Russella i Alexa Albona, a posljednja za Nicu Hülkenberga i Roberta Kubicu.

## Vozači i konstruktori
| Konstruktor / Momčad                                      | Šasija            | Motor                            | Gume | #  | Vozač              | Utrke          |
| --------------------------------------------------------- | ----------------- | -------------------------------- | ---- | -- | ------------------ | -------------- |
| Mercedes Mercedes AMG Petronas Motorsport                 | Mercedes F1 W10   | Mercedes M10 EQ Power V6 the 1.6 | P    | 44 | Lewis Hamilton     | Sve            |
| Mercedes Mercedes AMG Petronas Motorsport                 | Mercedes F1 W10   | Mercedes M10 EQ Power V6 the 1.6 | P    | 77 | Valtteri Bottas    | Sve            |
| Ferrari Scuderia Ferrari                                  | Ferrari SF90      | Ferrari 064 V6 the 1.6           | P    | 5  | Sebastian Vettel   | 1, 7-16, 18-21 |
| Ferrari Scuderia Ferrari                                  | Ferrari SF90      | Ferrari 064 V6 the 1.6           | P    | 16 | Charles Leclerc    | 1, 7-16, 18-21 |
| Ferrari Scuderia Ferrari Mission Winnow                   | Ferrari SF90      | Ferrari 064 V6 the 1.6           | P    | 5  | Sebastian Vettel   | 2-6, 17        |
| Ferrari Scuderia Ferrari Mission Winnow                   | Ferrari SF90      | Ferrari 064 V6 the 1.6           | P    | 16 | Charles Leclerc    | 2-6, 17        |
| Red Bull Honda Aston Martin Red Bull Racing               | Red Bull RB15     | Honda RA619H V6 the 1.6          | P    | 10 | Pierre Gasly       | 1-12           |
| Red Bull Honda Aston Martin Red Bull Racing               | Red Bull RB15     | Honda RA619H V6 the 1.6          | P    | 23 | Alexander Albon    | 13-21          |
| Red Bull Honda Aston Martin Red Bull Racing               | Red Bull RB15     | Honda RA619H V6 the 1.6          | P    | 33 | Max Verstappen     | Sve            |
| Renault Renault F1 Team                                   | Renault R.S.19    | Renault E Tech 19 V6 the 1.6     | P    | 3  | Daniel Ricciardo   | Sve            |
| Renault Renault F1 Team                                   | Renault R.S.19    | Renault E Tech 19 V6 the 1.6     | P    | 27 | Nico Hülkenberg    | Sve            |
| Haas Ferrari Rich Energy Haas F1 Team                     | Haas VF19         | Ferrari 064 V6 the 1.6           | P    | 8  | Romain Grosjean    | 1-14           |
| Haas Ferrari Rich Energy Haas F1 Team                     | Haas VF19         | Ferrari 064 V6 the 1.6           | P    | 20 | Kevin Magnussen    | 1-14           |
| Haas Ferrari Haas F1 Team                                 | Haas VF19         | Ferrari 064 V6 the 1.6           | P    | 8  | Romain Grosjean    | 15-21          |
| Haas Ferrari Haas F1 Team                                 | Haas VF19         | Ferrari 064 V6 the 1.6           | P    | 20 | Kevin Magnussen    | 15-21          |
| McLaren Renault McLaren F1 Team                           | McLaren MCL34     | Renault E Tech 19 V6 t h 1.6     | P    | 4  | Lando Norris       | Sve            |
| McLaren Renault McLaren F1 Team                           | McLaren MCL34     | Renault E Tech 19 V6 t h 1.6     | P    | 55 | Carlos Sainz       | Sve            |
| Racing Point BWT Mercedes Sport Pesa Racing Point F1 Team | Racing Point RP19 | BWT Mercedes V6 the 1.6          | P    | 11 | Sergio Pérez       | Sve            |
| Racing Point BWT Mercedes Sport Pesa Racing Point F1 Team | Racing Point RP19 | BWT Mercedes V6 the 1.6          | P    | 18 | Lance Stroll       | Sve            |
| Alfa Romeo Ferrari Alfa Romeo Racing                      | Alfa Romeo C38    | Ferrari 064 V6 the 1.6           | P    | 7  | Kimi Räikkönen     | Sve            |
| Alfa Romeo Ferrari Alfa Romeo Racing                      | Alfa Romeo C38    | Ferrari 064 V6 the 1.6           | P    | 99 | Antonio Giovinazzi | Sve            |
| Toro Rosso Honda Red Bull Toro Rosso Honda                | Toro Rosso STR14  | Honda RA619H V6 the 1.6          | P    | 10 | Pierre Gasly       | 13-21          |
| Toro Rosso Honda Red Bull Toro Rosso Honda                | Toro Rosso STR14  | Honda RA619H V6 the 1.6          | P    | 23 | Alexander Albon    | 1-12           |
| Toro Rosso Honda Red Bull Toro Rosso Honda                | Toro Rosso STR14  | Honda RA619H V6 the 1.6          | P    | 26 | Daniil Kvjat       | Sve            |
| Williams Mercedes ROKiT Williams Racing                   | Williams FW42     | Mercedes M10 EQ Power V6 the 1.6 | P    | 63 | George Russell     | Sve            |
| Williams Mercedes ROKiT Williams Racing                   | Williams FW42     | Mercedes M10 EQ Power V6 the 1.6 | P    | 88 | Robert Kubica      | Sve            |

### Ostali vozači
| Vozač | Vozač           | Konstruktor       | Trening        |
| ----- | --------------- | ----------------- | -------------- |
| 40    | Nicholas Latifi | Williams-Mercedes | 7-8, 13, 18-20 |
| 36    | Naoki Yamamoto  | Toro Rosso-Honda  | 17             |

- Vozači su nastupali na prvom slobodnom treningu u petak.

## Promjene u Formuli 1

### Vozačke promjene
Promjene unutar Formule 1
- Kimi Räikkönen:[1] Ferrari → Alfa Romeo

- Charles Leclerc: Sauber → Ferrari

- Pierre Gasly:[2] Toro Rosso → Red Bull

- Daniel Ricciardo: Red Bull → Renault

- Carlos Sainz:[3] Renault → McLaren

- Daniil Kvjat: Test vozač (Ferrari) → Toro Rosso

- Antonio Giovinazzi: Test vozač (Sauber, Ferrari) → Alfa Romeo

- Robert Kubica:[4] Test vozač (Williams) → Williams

- Esteban Ocon: Racing Point → Test vozač (Mercedes)

Došli u Formulu 1
- Lando Norris:[5] Formula 2 → McLaren

- George Russell:[6] Formula 2 → Williams

- Alexander Albon:[7] Formula 2 → Toro Rosso

Otišli iz Formule 1
- Stoffel Vandoorne:[8] McLaren → Formula E

- Fernando Alonso: McLaren → WEC, 500 milja Indianapolisa

- Marcus Ericsson: Sauber → IndyCar

- Brendon Hartley: Toro Rosso → Test vozač (Ferrari), WEC

- Sergej Sirotkin: Williams → Test vozač (Renault, McLaren), 24 sata Le Mansa, WEC

### Momčadske promjene
- Red Bull je raskinuo suradnju s Renaultom, te će od ove sezone koristi Hondine motore.
- Rich Energy je postao glavni  Haasov sponzor od ove sezone,[9] ali su u rujnu, prije kraja sezone, raskinuli suradnju.[10]

### Kalendarske promjene
- Velika nagrada SAD i  Velika nagrada Meksika su zamijenili mjesta ove sezone.

### Tehničke promjene
- Minimalna težina bolida je povećana na 743 kg zbog većih krila i uvođenja minimalne težine vozača sa sjedalom, dok minimalna težina vozača sa sjedalom iznosi 80 kg. U slučaju da je vozač sa sjedalom lakši od 80 kg njegova se težina nadopunjava s posebno smještenim balastom u sjedalu.

- Vozači moraju koristiti biometrijske rukavice koje su neki vozači koristili i prošle godine, a kacige su postale sigurnije zahvaljujući novim standardima i manjim vizirima.

- Zbog većega otpora zraka i veće težine, ali i zbog želje da vozači manje štede gorivo u utrci, FIA je povećala dopuštenu količinu goriva za utrku sa 105 na 110 kg.

- Momčadi moraju isprazniti vanjske spremnike ulja tijekom kvalifikacija kako ne bi mogli koristiti ulje za dobivanje dodatne snage u posebnim načinima rada motora.

### Sportske promjene
- Vozači koji startaju iz boksa od ove sezone će također smjeti voziti krug zagrijavanja s ostalim vozačima nakon čega se moraju vratiti u boks i startati utrku kad se upali zeleno svjetlo na izlazu iz boksa.

- FIA je uvela svjetlo koje će označiti kraj utrke, a tradicionalna crno-bijela zastava s kvadratićima i dalje je ostala, ali samo sa simboličnom funkcijom.

- Momčadi su dosad svoje bolide četvrtkom morali dostaviti u FIA-inu garažu na pregled, a ove sezenu su momčadi same vršile te preglede. Potvrdu legalnosti bolida FIA-i morali su dostaviti najkasnije 18 sati prije početka 1. slobodnog treninga, a FIA je, kao i dosad, provjeravala bolide nakon svake sesije, posebno nakon kvalifikacija i utrke.

- Prošle godine FIA je uvela pravilo da vozači koji dobiju više od 15 mjesta kazne automatski idu na kraj poretka, a ako više vozača dobije takvu kaznu poredak se odlučivao prema redoslijedu kojim su izašli na stazu na prvom slobodnom treningu. Od 2019. taj se redoslijed utvrdio prema kvalifikacijskim rezultatima što je vozače prisililo da sudjeluju u kvalifikacijama čak i ako imaju ovakvu kaznu.

- Vozači su dosad mogli pretjecati nakon takozvane prve linije sigurnosnog automobila nakon što bi se sigurnosni automobil povukao u boks. Od 2019. pretjecati se moglo tek nakon što se prijeđe startno ciljna crta.

### Aerodinamičke promjene
- Prednja krila su 200 mm šira i ove sezone su bila široka okruglo 2 metra (prošle godine 1800 mm), a bočne ploče su jednostavnije, bez proreza i krilaca na rubovima. Također, zabranjene su kaskade na rubovima krila i slični usmjerivači zraka, a zakrivljenost elemenata strogo je kontrolirana pravilima. Krilo je pomaknuto naprijed 25 mm, a sve kako bi bolidi iza sebe ostavljali manje turbulencija što je trebalo olakšati praćenje bolida ispred i omogućiti više pretjecanja.

- Usmjerivači zraka iza prednjih kotača se nalaze više naprijed te su niži (350 mm umjesto 475 mm), s ciljem da se smanje turbulencije.

- Od ove godine stražnje krilo je više i 100 mm šire, a DRS sustav ima 25% snažniji učinak zahvaljujući većem prostoru kada je gornji element otvoren. Bočne ploče stražnjega krila sada su jednostavnije, s manje proreza koji su dopušteni samo na određenim mjestima.

## Kalendar
| Rd | Datum         | Velika Nagrada   | Staza              | Prvo startno mjesto | Pobjednik vozač  | Pobjednik konstruktor | Najbrži krug     |
| -- | ------------- | ---------------- | ------------------ | ------------------- | ---------------- | --------------------- | ---------------- |
| 1  | 17. ožujka    | Australija       | Melbourne          | Lewis Hamilton      | Valtteri Bottas  | Mercedes              | Valtteri Bottas  |
| 2  | 31. ožujka    | Bahrein          | Sakhir             | Charles Leclerc     | Lewis Hamilton   | Mercedes              | Charles Leclerc  |
| 3  | 14. travnja   | Kina             | Shanghai           | Valtteri Bottas     | Lewis Hamilton   | Mercedes              | Pierre Gasly     |
| 4  | 28. travnja   | Azerbajdžan      | Baku               | Valtteri Bottas     | Valtteri Bottas  | Mercedes              | Charles Leclerc  |
| 5  | 12. svibnja   | Španjolska       | Barcelona          | Valtteri Bottas     | Lewis Hamilton   | Mercedes              | Lewis Hamilton   |
| 6  | 26. svibnja   | Monako           | Monaco             | Lewis Hamilton      | Lewis Hamilton   | Mercedes              | Pierre Gasly     |
| 7  | 9. lipnja     | Kanada           | Montréal           | Sebastian Vettel    | Lewis Hamilton   | Mercedes              | Valtteri Bottas  |
| 8  | 23. lipnja    | Francuska        | Paul Ricard        | Lewis Hamilton      | Lewis Hamilton   | Mercedes              | Sebastian Vettel |
| 9  | 30. lipnja    | Austrija         | Spielberg          | Charles Leclerc     | Max Verstappen   | Red Bull-Honda        | Max Verstappen   |
| 10 | 14. srpnja    | Velika Britanija | Silverstone        | Valtteri Bottas     | Lewis Hamilton   | Mercedes              | Lewis Hamilton   |
| 11 | 28. srpnja    | Njemačka         | Hockenheimring     | Lewis Hamilton      | Max Verstappen   | Red Bull-Honda        | Max Verstappen   |
| 12 | 4. kolovoza   | Mađarska         | Hungaroring        | Max Verstappen      | Lewis Hamilton   | Mercedes              | Max Verstappen   |
| 13 | 1. rujna      | Belgija          | Spa-Francorchamps  | Charles Leclerc     | Charles Leclerc  | Ferrari               | Sebastian Vettel |
| 14 | 8. rujna      | Italija          | Monza              | Charles Leclerc     | Charles Leclerc  | Ferrari               | Lewis Hamilton   |
| 15 | 22. rujna     | Singapur         | Marina Bay         | Charles Leclerc     | Sebastian Vettel | Ferrari               | Kevin Magnussen  |
| 16 | 29. rujna     | Rusija           | Soči               | Charles Leclerc     | Lewis Hamilton   | Mercedes              | Lewis Hamilton   |
| 17 | 13. listopada | Japan            | Suzuka             | Sebastian Vettel    | Valtteri Bottas  | Mercedes              | Lewis Hamilton   |
| 18 | 27. listopada | Meksiko          | Hermanos Rodríguez | Charles Leclerc     | Lewis Hamilton   | Mercedes              | Charles Leclerc  |
| 19 | 3. studenog   | SAD              | Austin             | Valtteri Bottas     | Valtteri Bottas  | Mercedes              | Charles Leclerc  |
| 20 | 17. studenog  | Brazil           | Interlagos         | Max Verstappen      | Max Verstappen   | Red Bull-Honda        | Valtteri Bottas  |
| 21 | 1. prosinca   | Abu Dhabi        | Yas Marina         | Lewis Hamilton      | Lewis Hamilton   | Mercedes              | Lewis Hamilton   |

## Gume
Gume su od 2019. pojednostavljene oznakama i uvedene su samo tri oznake guma za utrke po suhom; tvrda, srednja i mekana komponenta, odnosno bijela, žuta i crvena oznaka. Pirelli je proizveo pet različitih komponenata guma za suho označenih C1 kao najtvrđa pa do C5 kao najmekša, ali će za utrke biti odabrane samo tri komponente. Oznake guma za kišu ostaju kao i do sada.
| Naziv gume   | Boja | Boja | Tip staze   |
| ------------ | ---- | ---- | ----------- |
| Hard         | H    |      | Suha staza  |
| Medium       | M    |      | Suha staza  |
| Soft         | S    |      | Suha staza  |
| Intermediate | I    |      | Mokra staza |
| Wet          | W    |      | Mokra staza |

## Sažetak sezone
VN Australije
Sezona je počela na stazi Albert Park u Australiji 17. ožujka, a Lewis Hamilton je osvojio svoj osmi pole position u Australiji, a čak šesti uzastopno, što je povijesno postignuće. Njegov momčadski kolega Valtteri Bottas bio je drugi najbrži s tek desetinkom zaostatka, dok je na trećem mjestu završio Sebastian Vettel, sa 7 desetinki zaostatka. U nedjelju je pobijedio Bottas, a u pretposljednjem krugu osvojio je i dodatan bod za najbrži krug. Iza njega se našao Hamilton s 20,886 sekundi zaostatka. Nakon utrke je otkriveno da je Hamiltonova podnica bila oštećena, što je negativno utjecalo na balans njegovog bolida. Treće mjesto pripalo Maxu Verstappenu u Red Bull-Hondi, što je bio prvi Hondin podij još od Silverstonea 2008., kad je isti rezultat ostvario Rubens Barrichello. Ferrarijev dvojac se našao iza njih. Vettel je završio na četvrtom mjestu s više od 30 sekundi zaostatka za Verstappenom, dok se na petom mjestu našao Charles Leclerc. Ferrari Sebastiana Vettela nakon neuspješnog undercuta nije mogao pronaći brzinu da sustigne Mercedesov dvojac, te ga je zbog toga kasnije, s 11 krugova svježijim gumama, prestigao Verstappen. Prema samom kraju utrke Vettel se našao i pod pritiskom svog momčadskog kolege Leclecra, međutim u završnici je njegov napad na Nijemca ipak opozvan te je Leclerc ostao na petoj poziciji, sekundu iza Vettela. Na utrci nije bilo većih incidenata. Nakon dobrog starta, Daniel Ricciardo je pokušao prestići sporiji Racing Point bolid Sergia Péreza, međutim Pérez ga je zatvorio, zbog čega je Ricciardo otišao djelomično na travu te tako izgubio čitavo prednje krilo. Odvozio je dio utrke nakon ulaska u boks u prvom krugu utrke, ali je ipak morao odustati. Carlos Sainz je također dobro otvorio utrku i bio na solidnom 14. mjestu nakon katastrofalnih kvalifikacija dan prije, ali mu je u jednom trenutku otkazao MGU-K te je bio primoran zaustaviti se pred samim ulazom u boks nakon što se njegov bolid počeo dimiti. Na šestom mjestu se našao Haasov Kevin Magnussen koji je u teškoj borbi s ostatkom vozača iz sredine poretka uspio osigurati važnih 8 bodova za američku momčad, dok su se iza Magnussena su se našli Nico Hülkenberg, Kimi Räikkönen, Lance Stroll i Daniil Kvjat, koji se uspio obraniti od napada Pierrea Gaslyja koji je trajao čitavu drugu polovicu utrke.
Poredak vozača nakon utrke: 1. Valtteri Bottas 26 bodova, 2. Lewis Hamilton 18 bodova, 3. Max Verstappen 15 boda.
Poredak konstruktora nakon utrke: 1. Mercedes 44 boda, 2. Ferrari 22 boda, 3. Red Bull-Honda 15 bodova.

 VN Bahreina
Na sljedećoj Velikoj nagradi Bahreina na stazi u Sakhiru, dodana još jedna DRS zona. Zona detekcije za dodanu DRS zonu se nalazila 50 metara prije prvog zavoja, a točka aktivacije bila je neposredno nakon prve kombinacije zavoja. Mission Winnow se vratio u naziv Ferrarijeve momčadi, koja je taj dio imena odbacila na prethodnoj utrci nakon što je objavljeno kako australske vlasti istražuju legalnost Mission Winnow brendinga s obzirom na zabranu oglašavanja duhanskih proizvoda.
Zbog kvara u Melbourneu, Carlos Sainz je za ovu utrku dobio novi MGU-K, a Daniel Ricciardo novu šasiju. Charles Leclerc je na noćnim kvalifikacijama ostvario najbrže vrijeme i oborio rekord staze. To je bio ujedno i njegov prvi pole position u F1 karijeri. Iz prvog startnog reda je startato i njegov momčadski kolega Sebastian Vettel, dok su se u drugom startnom redu smjestili Lewis Hamilton i Valtteri Bottas. Vettel je dobro startao i preuzeo vodstvo dok je Leclerc pao na treće mjesto iza Bottasa, ali Leclerc je uspio vratiti drugo mjesto i za nekoliko krugova prestići momčadskog kolegu za povratak u vodstvo. Nakon ranoga ulaska u boks za Maxa Verstappena, Hamilton i Mercedes su reagirali i potrošeni soft zamijenili novim setom istih guma, dok je Vettel izgubio mjesto od Hamiltona. Ferrari je svojim vozačima stavio nove setove medium guma pa je Vettel uspio prestići Hamiltona u 23. krugu koji je imao probleme s potrošnjom guma, ali Vettel se kasnije izvrtio u duelu s aktualnim svjetskim prvakom koji ga je prestigao s vanjske strane četvrtoga zavoja nakon drugih promjena guma u 37. krugu. Desetak krugova prije kraja pojavio se problem na Leclercovoj pogonskoj jedinici, točnije na MGU-H, koji ih je koštao 163 KS električne snage. Hamilton je ubrzo sustigao Leclerca i preuzeo vodstvo deset krugova prije kraja, a kasnije ga je prestigao i Bottas dok je kasni sigurnosni automobil zbog odustajanja dva Renaultova vozača spasio Leclerca od napada Verstappena pa je mladi Monegažanin ostvario prvo postolje u karijeri. Verstappen je završio četvrti za Red Bull, a Vettel peti. Lando Norris je imao sjajnu utrku s devetoga startnog mjesta te je šestim mjestom s 45 sekundi zaostatka osvojio prve bodove u karijeri nakon prestizanja Kimija Räikkönena u Alfa Romeu koji je završio sedmi. Pierre Gasly se uspio oporaviti nakon loših kvalifikacija i završiti osmi za Red Bull s gotovo minutom zaostatka za pobjednikom. Alexander Albon je također imao odličnu utrku za Toro Rosso i nakon kvalifikacija zasjenio momčadskog kolegu Daniila Kvjata u utrci jer je završio deveti i osvojio dva boda, što su mu prvi bodovi u F1 karijeri. Sergio Pérez je osvojio svoj prvi bod ove sezone desetim mjestom za Racing Point nakon starta s 14. mjesta. Renault je doživio katastrofu na kraju utrke kad su im se pokvarila oba bolida na prilazu prvom zavoju dok su i Nico Hülkenberg i Ricciardo bili na putu prema bodovima.
Poredak vozača nakon utrke: 1. Valtteri Bottas 44 boda, 2. Lewis Hamilton 43 boda, 3. Max Verstappen 27 bodova.
Poredak konstruktora nakon utrke: 1. Mercedes 87 bodova, 2. Ferrari 47 bodova, 3. Red Bull-Honda 31 bod.

 VN Kine
Utrka u Kini na stazi u Shanghaiju je bila 1000. utrka Formule 1. Čak osam vozača je dobilo nove komponente pogonske jedinice za tu utrku, a najbrži u kvalifikacijama je bio Valtteri Bottas, sa samo 23 tisućinke bržim vremenom od momčadskog kolege iz Mercedesa, Lewisom Hamiltonom. Na 3 desetinke zaostatka ostala su dva Ferrarija. Hamilton je bolje startao i prestigao Bottasa koji je imao previše proklizavanja u prvoj fazi starta, a Charles Leclerc je prestigao Sebastiana Vettela s unutarnje strane prvoga zavoja i preuzeo treće mjesto nakon što je Vettel morao usporiti iza Bottasa. Daniil Kvjat je na izlazu iz četvrtoga zavoja imao manje proklizavanje stražnjega kraja pa je dotaknuo Carlosa Sainza u McLarenu i nakon toga imao kontakt s Landom Norrisom u drugom McLarenu koji se skoro prevrnuo, ali je uspio nastaviti kao i Sainz i Kvjat. Tada su nastupili uvjeti virtualnog sigurnosnog automobila kako bi se počistile krhotine na stazi, a Hamilton se odmaknuo izvan DRS zone momčadskog kolege Bottasa. Vettel se u ranoj fazi činio kao brži Ferrari i bio unutar DRS zone, ali nije uspio lansirati napad na Leclerca dok mu momčad nije naredila da ili ubrza ili ga propusti kako bi pokušao uhvatiti Mercedese. Leclerc je pustio Vettela koji se nakon toga nije uspio značajnije odvojiti, nego je blokirao kotače na kočenju za zavoj 14 u 13. krugu pa se Leclerc požalio momčadi da je sada on taj kojega zadržava sporiji vozač. Max Verstappen se držao blizu Ferrarija i prvi ušao u boks u 18. krugu po novi set hard guma što je Ferrari pokrio s Vettelom koji se vratio ispred Verstappena.
Leclerc je ostao na stazi pet krugova duže od Vettela, ali kad se vratio s novim hard gumama bio je više od deset sekundi iza Verstappena. Bottas je u boks ušao u 22. krugu i također stavio hard gume, a Hamilton je pozvan krug kasnije pa se razmak između njega i Bottasa smanjio na 1,5 sekundi. Ali Hamilton na krug novijim gumama brzo gradi prednost koju je održao do kraja utrke. Red Bull je pokrenuo i drugu seriju ulazaka u boks s Verstappenom u 36. krugu koji je dobio novi set medium guma, a Vettel je krug kasnije učinio isto dok je Mercedes slijedio njihov primjer još jedan krug kasnije s Hamiltonom i Bottasom. Bottas se vratio iza Leclerca koji još nije bio drugi puta u boksu i prestigao ga nakon dva kruga pomoću DRS-a na stražnjem pravcu, a Leclerc je za nekoliko krugova odradio svoje drugo zaustavljanje u boksu i vratio se više od 15 sekundi iza Verstappena. Zbog problema s mjenjačem Leclerc nije uspio sustići Verstappena. Šesti je bio Pierre Gasly u Red Bullu. Francuz je pretkraj utrke uzeo novi set soft guma kako bi odvozio najbrži krug utrke i osvojio još jedan bod. Daniel Ricciardo je završio sedmi za Renault. Sergio Pérez je sjajno startao s 12. mjesta i napredovao za četiri pozicije u prvom krugu, a na medium gumama odvozio je 20 krugova i na kraju završio osmi ispred Kimija Räikkönena u Alfa Romeu koji se također dobro probio s 13. mjesta. Romain Grosjean se u završnici utrke približio Alexu Albonu u Toro Rossu, ali ga nije uspio prestići pa je Albon osvojio bod za deseto mjesto. 
Poredak vozača nakon utrke: 1. Lewis Hamilton 68 bodova, 2. Valtteri Bottas 62 boda, 3. Max Verstappen 39 bodova.
Poredak konstruktora nakon utrke: 1. Mercedes 130 bodova, 2. Ferrari 73 boda, 3. Red Bull-Honda 52 boda.

 VN Azerbajdžana
Velika nagrada Azerbajdžana je donijela i prve nadogradnje na Ferrarijevom bolidu, dok je Honda predstavila novu, unaprijeđenu inačicu svog motora. Alfa Romeov vozač Antonio Giovinazzi postao je prvi vozač ove sezone s kaznom na gridu zbog promjene dijela pogonske jedinice. Nakon što je prvi slobodni trening otkazan zbog incidenta u kojem je stradao Williams Georgea Russella, iz momčadi su potvrdili kako Britanac neće moći nastupiti na drugom slobodnom treningu zbog potrebne promjene šasije. Valtteri Bottas je na kvalifikacijama odvezao najbrže vrijeme (1 min 40,495 s). Drugi najbrži je bio njegov momčadski kolega Lewis Hamilton s 0,059 sekundi zaostatka, a treći Sebastian Vettel u Ferrariju s 0,302 sekundi zaostatka za Bottasom. Kvalifikacije su završile znatno kasnije od predviđenog jer su se dogodila dva duga prekida. Jednoga je izazvao Robert Kubica na kraju Q1, drugoga Charles Leclerc u Q2, a obojica su se zabila u sigurnosnu ogradu u istom, osmom zavoju. Bottas je s pole positiona obranio vodstvo od Hamiltona, a Vettel je zadržao treće mjesto ispred Maxa Verstappena. Vettel je prvi od vodećih ušao u boks u 11. krugu, krug prije Bottasa i dva kruga prije Hamiltona, a sva tri vozača su soft gume zamijenili novim setom mediuma. Leclerc se probio na četvrto mjesto u desetom krugu i na medium gumama ostao najduže na stazi, a vodstvo je preuzeo nakon što je Hamilton ušao u boks. Bottas, Hamilton i Vettel sustizali su Leclerca na novijim medium gumama, a Bottas ga je prestigao uz pomoć DRS-a. u 32. krugu. Hamiltonu je trebao krug duže da ga prestigne, a u 39. krugu Pierre Gasly je parkirao svoj Red Bull u jednoj od sporednih ulica i izazvao uvjete virtualnog sigurnosnog automobila. Bottas je imao kontrolu cijelu utrku i uspješno odolio pritisku momčadskog kolege Hamiltona u posljednjim krugovima kada je aktualni svjetski prvak dva puta imao DRS na startno ciljnom pravcu. Vettel i Verstappen su završili na trećem i četvrtom mjestu, a peti Leclerc je odvozio najbrži krug u pretposljednjem krugu nakon još jednog zaustavljanja u boksu kako bi uzeo novi set soft guma. Sergio Pérez je završio sedam sekundi ispred Carlosa Sainza u McLarenu, a Lando Norris je bio još 16 sekundi iza momčadskog kolege. Lance Stroll je devetim mjestom nakon starta s 13. mjesta osvojio još dva boda za Racing Point, a Kimi Räikkönen je nastavio niz u bodovima za Alfa Romeo završivši 10. nakon starta iz boksa jer njegov bolid nije prošao testove fleksibilnosti prednjega krila.
Poredak vozača nakon utrke: 1. Valtteri Bottas 87 bodova, 2. Lewis Hamilton 86 bodova, 3. Sebastian Vettel 52 boda.
Poredak konstruktora nakon utrke: 1. Mercedes 177 bodova, 2. Ferrari 99 bodova, 3. Red Bull-Honda 64 boda.

 VN Španjolske
Ferrari je u Španjolskoj donio svoju prvu ovosezonsku nadogradnju pogonske jedinice, mjesec dana ranije nego što je planirano, a u subotu na kvalifikacijama Valtteri Bottas je osvojio treći uzastopni pole position ove sezone ispred svog momčadskog kolege Lewisa Hamiltona. Treći je bio Sebastian Vettel u Ferrariju, dok je njegov momčadski kolega Charles Leclerc bio peti, iza Maxa Verstappena u Red Bullu. Hamilton je dobro startao i bio paralelno s Bottasom s unutarnje strane uoči prvoga zavoja gdje je zadržao vodstvo dok je Vettel profitirao od Bottasove zavjetrine i pokušao ga napasti s vanjske strane, no blokirao prednji desni kotač na kočenju za prvi zavoj i pobrusio svoje soft gume što ga je stajalo brzine u prvoj dionici utrke. Verstappen je uspio prestići oba Ferrarija. Vettel zbog oštećenja gume nije mogao držati korak te ga je nekoliko krugova pritiskao momčadski kolega Leclerc dok Ferrari nije naredio Vettelu da ga pusti i krene u potjeru za Verstappenom. Red Bull je Verstappenu na prvom zaustavljanju stavio soft gume, na kojima je i startao utrku, i time ga prisilio da ide na dvije promjene guma, a ista je sudbina očekivala i Vettela koji je zbog oštećene gume ušao rano u boks. Vettel je dobio novi set medium guma, nakon čega je sustigao Leclerca kojega je Ferrari na stazu vratio na hard gumama kako bi išao na samo jednu promjenu guma. I ovoga puta Ferrari je utjecao na poredak svojih vozača i naredio Leclercu da pusti bržega Vettela koji je još jednom morao u boks što je i učinio u 41. krugu i vratio se na šesto mjesto iza Pierrea Gaslyja. Vettel je Gaslyja prestigao u izlaznom krugu, kasnim kočenjem za 10. zavoj, a Verstappen se nakon svoje druge promjene guma vratio iza Leclerca prije nego što je u 46. krugu na stazu izašao sigurnosni automobil. Naime, Lando Norris je pokušao prestići Lancea Strolla s vanjske strane prvoga zavoja, ali je došlo do kontakta s unutarnje strane drugoga zavoja i McLarenov vozač nije mogao nastaviti utrku. Utrka je nastavljena tek u 54. krugu, 12 krugova prije kraja, a Hamilton je zadržao Bottasa nakon što su u međuvremenu i Mercedesovi vozači obavili drugu promjenu guma zbog velike prednosti koju su imali. Hamilton je slavio s četiri sekunde prednosti ispred Bottasa koji je upotpunio petu Mercedesovu dvostruku pobjedu zaredom na početku sezone što nije uspjelo nijednoj momčadi u F1 povijesti. Verstappen je završio treći što mu je drugo postolje ove sezone i 24. u karijeri. Vettel je završio četvrti, a Leclerc peti nakon što je uspio zadržati Gaslyja u drugom Red Bullu koji je skoro izgubio poziciju od Kevina Magnussena koji je uspio prestići Romaina Grosjeana uz manji kontakt između Haasovih vozača. Magnussen je završio sedmi iako je prije sigurnosnoga automobila bio daleko od momčadskoga kolege, ali su mu okolnosti omogućile kasni napad i osvajanje sedmoga mjesta. Carlos Sainz je završio osmi za McLaren i time pomogao momčadi da učvrsti svoje četvrto mjesto u poretku konstruktora ispred Daniila Kvjata u Toro Rossu nakon lošeg dvostrukog zaustavljanja za njega i Alexa Albona pod sigurnosnim automobilom. Toro Rosso nije imao spremne gume za Kvjata pa je Albon morao dugo čekati prije nego što se obavi njegova promjena guma zbog čega je izgubio priliku da osvoji bodove. Grosjean je na kraju uspio osvojiti jedan bod iako je veći dio utrke bio sedmi, a Albon je završio 11. izvan kruga osvajača bodova nakon neuspješnih napada na Grosjeana u posljednjim krugovima.
Poredak vozača nakon utrke: 1. Lewis Hamilton 112 bodova, 2. Valtteri Bottas 105 bodova, 3. Max Verstappen 66 bodova.
Poredak konstruktora nakon utrke: 1. Mercedes 217 bodova, 2. Ferrari 121 bod, 3. Red Bull-Honda 87 bodova.

 VN Monaka
Nakon što je bio najbrži na prva dva treninga u petak, Lewis Hamilton je ostvario i najbolju startnu poziciju na kvalifikacijama u subotu 25. svibnja. Do njega se smjestio njegov momčadski kolega Valtteri Bottas, dok je treći najbrži bio Max Verstappen. Najveće iznenađenje je bilo to što Ferrarijev vozač Charles Leclerc nije prošao u Q2 na kvalifikacijama na domaćoj stazi zbog greške iz momčadi. Start utrke je prošao bez incidenata i bez promjena u samom vrhu. Hamilton i Bottas uspjeli su zadržati prvo i drugo mjestu, unatoč vrlo dobrom startu Maxa Verstappena. Daniel Ricciardo je uspio proći Kevina Magnussena za peto mjesto, dok je najveći gubitnik u top 10 bio Daniil Kvjat koji je izgubio dva mjesta. Zanimljivost početnom dijelu utrke davao je Leclerc koji je startao s 15. mjesta. Prvo je pretekao Landa Norrisa u Grand Hotelu, a zatim i Romaina Grosjeana u Rascasseu za 12. mjesto. Na njegovu žalost, u idućem, 9. krugu taj potez ne prolazi u borbi s Nicom Hülkenbergom. Leclerc udara u Renault i buši svoju stražnju desnu gumu. S obzirom ana to da je morao odraditi puni krug s takvom gumom, ona se u potpunosti raspala i osim što je izazvala velika oštećenja na njegovom bolidu, izazvala je i prvi te jedini safety car dana u 10. krugu. Priliku u 12. krugu iskorištavaju vodeći, Hamilton, Bottas, Verstappen i Vettel odlaze po svježe gume. Mercedesi uzimaju medium, a druga dvojica uzimaju hard, no za Bottasa taj medium nije trajao dulje od jednog kruga. Verstappen agresivno izlazi iz boksa i udara u Bottasa. Nizozemac je prošao naprijed, a Bottas je zbog straha od oštećenja gume ponovo ušao u boks, ovaj put na hard. Verstappen je za taj incident zaradio 5 sekundi kazne koja ga je kasnije koštala postolja. U 16. krugu Antonio Giovinazzi je izvrtio Roberta Kubicu u Rasscaseu čiji je bolid zablokirao sve ostale bolide od 15. mjesta, no svi su se uspjeli vratiti u utrku bez intervencije sudaca. Hamilton je praktički cijeli drugi dio utrke čuvao gume, morao je odraditi 67 krugova na tom setu i zato je cijelo vrijeme u mjenjaču imao Maxa Verstappena. Verstappen je pritiskao, ali prave prilike za napad nije bilo. Jedini pokušaj bio je napad u Nouvelle šikani na izlazu iz tunela u 76. krugu utrke gdje dolazi do kontakta gumama. Međutim, obojica su prošli bez oštećenja i završili utrku u istom poretku. Verstappen je tako na stazi ostao drugi, ali je zbog minimalnih zaostataka Vettela i Bottasa s kaznom pao na četvrto mjesto. Pierre Gasly je zahvaljujući novom setu softa stavljenom u 63. krugu stigao do boda za najbrži krug. Na šestom mjestu s devetog na gridu se probio McLarenov Carlos Sainz. Odlične bodove za Toro Rosso osigurali su Kvjat i Alexander Albon sedmim i osmim mjestom. Ricciardo je na kraju završio tek deveti, i to zahvaljujući kazni od 5 sekundi za Grosjeana kojem je pripao samo jedan bod.
Poredak vozača nakon utrke: 1. Lewis Hamilton 137 bodova, 2. Valtteri Bottas 120 bodova, 3. Sebastian Vettel 82 boda.
Poredak konstruktora nakon utrke: 1. Mercedes 257 bodova, 2. Ferrari 139 bodova, 3. Red Bull-Honda 110 bodova.

## Sistem bodovanja
Sistem bodovanja u Formuli 1
| Plasman | 1. | 2. | 3. | 4. | 5. | 6. | 7. | 8. | 9. | 10. | Najbrži krug* |
| Bodovi  | 25 | 18 | 15 | 12 | 10 | 8  | 6  | 4  | 2  | 1   | 1             |

- 1 bod dobit će vozač koji ostvari najbrži krug u utrci, ali samo ako se nalazi unutar prve desetorice, odnosno osvajača bodova.

| Boja | Značenje                                    |
| ---- | ------------------------------------------- |
| 11.  | Vozač je završio utrku izvan bodova.        |
| 12.† | Vozač je odustao, ali je odvozio 90% utrke. |
| Odu. | Vozač nije završio utrku. (Odustao)         |
| Dkv. | Vozač je diskvalificiran nakon utrke.       |

## Poredak

### Vozači
| Mjesto | Vozač              | Bodovi | AUS  | BAH  | KIN  | AZE  | ŠPA  | MON  | KAN  | FRA  | AUT | VBR  | NJE  | MAĐ  | BEL  | ITA  | SIN  | RUS  | JAP  | MEK  | SAD  | BRA  | ABU  |
| ------ | ------------------ | ------ | ---- | ---- | ---- | ---- | ---- | ---- | ---- | ---- | --- | ---- | ---- | ---- | ---- | ---- | ---- | ---- | ---- | ---- | ---- | ---- | ---- |
| 1.     | Lewis Hamilton     | 413    | 2.   | 1.   | 1.   | 2.   | 1.   | 1.   | 1.   | 1.   | 5.  | 1.   | 9.   | 1.   | 2.   | 3.   | 4.   | 1.   | 3.   | 1.   | 2.   | 7.   | 1.   |
| 2.     | Valtteri Bottas    | 326    | 1.   | 2.   | 2.   | 1.   | 2.   | 3.   | 4.   | 2.   | 3.  | 2.   | Odu. | 8.   | 3.   | 2.   | 5.   | 2.   | 1.   | 3.   | 1.   | Odu. | 4.   |
| 3.     | Max Verstappen     | 278    | 3.   | 4.   | 4.   | 4.   | 3.   | 4.   | 5.   | 4.   | 1.  | 5.   | 1.   | 2.   | Odu. | 8.   | 3.   | 4.   | Odu. | 6.   | 3.   | 1.   | 2.   |
| 4.     | Charles Leclerc    | 264    | 5.   | 3.   | 5.   | 5.   | 5.   | Odu. | 3.   | 3.   | 2.  | 3.   | Odu. | 4.   | 1.   | 1.   | 2.   | 3.   | 6.   | 4.   | 4.   | 18.† | 3.   |
| 5.     | Sebastian Vettel   | 240    | 4.   | 5.   | 3.   | 3.   | 4.   | 2.   | 2.   | 5.   | 4.  | 16.  | 2.   | 3.   | 4.   | 13.  | 1.   | Odu. | 2.   | 2.   | Odu. | 17.† | 5.   |
| 6.     | Carlos Sainz       | 96     | Odu. | 17.† | 14.  | 7.   | 8.   | 6.   | 11.  | 6.   | 8.  | 6.   | 5.   | 5.   | Odu. | Odu. | 12.  | 6.   | 5.   | 13.  | 8.   | 3.   | 10.  |
| 7.     | Pierre Gasly       | 95     | 11.  | 8.   | 6.   | Odu. | 6.   | 5.   | 8.   | 10.  | 7.  | 4.   | 14.† | 6.   | 9.   | 11.  | 8.   | 14.  | 7.   | 9.   | 16.† | 2.   | 18.  |
| 8.     | Alexander Albon    | 92     | 14.  | 9.   | 10.  | 11.  | 11.  | 8.   | Odu. | 15.  | 15. | 12.  | 6.   | 10.  | 5.   | 6.   | 6.   | 5.   | 4.   | 5.   | 5.   | 14.  | 6.   |
| 9.     | Daniel Ricciardo   | 54     | Odu. | 18.† | 7.   | Odu. | 12.  | 9.   | 6.   | 11.  | 12. | 7.   | Odu. | 14.  | 14.  | 4.   | 14.  | Odu. | Dkv. | 8.   | 6.   | 6.   | 11.  |
| 10.    | Sergio Pérez       | 52     | 13.  | 10.  | 8.   | 6.   | 15.  | 13.  | 12.  | 12.  | 11. | 17.  | Odu. | 11.  | 6.   | 7.   | Odu. | 7.   | 8.   | 7.   | 10.  | 9.   | 7.   |
| 11.    | Lando Norris       | 49     | 12.  | 6.   | 18.† | 8.   | Odu. | 11.  | Odu. | 9.   | 6.  | 11.  | Odu. | 9.   | 11.† | 10.  | 7.   | 8.   | 11.  | Odu. | 9.   | 8.   | 8.   |
| 12.    | Kimi Räikkönen     | 43     | 8.   | 7.   | 9.   | 10.  | 14.  | 17.  | 15.  | 7.   | 9.  | 8.   | 11.  | 7.   | 16.  | 15.  | Odu. | 13.  | 12.  | Odu. | 11.  | 4.   | 13.  |
| 13.    | Daniil Kvjat       | 37     | 10.  | 12.  | Odu. | Odu. | 9.   | 7.   | 10.  | 14.  | 17. | 9.   | 3.   | 15.  | 7.   | Odu. | 15.  | 12.  | 10.  | 11.  | 12.  | 10.  | 9.   |
| 14.    | Nico Hülkenberg    | 37     | 7.   | 17.† | Odu. | 14.  | 13.  | 13.  | 7.   | 8.   | 13. | 10.  | Odu. | 12.  | 8.   | 5.   | 9.   | 10.  | Dkv. | 10.  | 9.   | 15.  | 12.  |
| 15.    | Lance Stroll       | 21     | 9.   | 14.  | 12.  | 9.   | Odu. | 16.  | 9.   | 13.  | 14. | 13.  | 4.   | 17.  | 10.  | 12.  | 13.  | 11.  | 9.   | 12.  | 13.  | 19.† | Odu. |
| 16.    | Kevin Magnussen    | 20     | 6.   | 13.  | 13.  | 13.  | 7.   | 12.  | 17.  | 17.  | 19. | Odu. | 8.   | 13.  | 12.  | Odu. | 17.  | 9.   | 15.  | 15.  | 18.† | 11.  | 14.  |
| 17.    | Antonio Giovinazzi | 14     | 15.  | 11.  | 15.  | 12.  | 16.  | 19.  | 13.  | 16.  | 10. | Odu. | 12.  | 18.  | 18.† | 9.   | 10.  | 15.  | 14.  | 14.  | 14.  | 5.   | 16.  |
| 18.    | Romain Grosjean    | 8      | Odu. | Odu. | 11.  | Odu. | 10.  | 10.  | 14.  | Odu. | 16. | Odu. | 7.   | Odu. | 13.  | 16.  | 11.  | Odu. | 13.  | 17.  | 15.  | 13.  | 15.  |
| 19.    | Robert Kubica      | 1      | 17.  | 16.  | 17.  | 16.  | 18.  | 18.  | 18.  | 18.  | 20. | 15.  | 10.  | 19.  | 17.  | 17.  | 16.  | Odu. | 17.  | 18.  | Odu. | 16.  | 19.  |
| 20.    | George Russell     | 0      | 16.  | 15.  | 16.  | 15.  | 17.  | 15.  | 16.  | 19.  | 18. | 14.  | 13.  | 16.  | 15.  | 14.  | Odu. | Odu. | 16.  | 16.  | 17.  | 12.  | 17.  |
| Mjesto | Vozač              | Bodovi | AUS  | BAH  | KIN  | AZE  | ŠPA  | MON  | KAN  | FRA  | AUT | VBR  | NJE  | MAĐ  | BEL  | ITA  | SIN  | RUS  | JAP  | MEK  | SAD  | BRA  | ABU  |

### Konstruktori
| Mjesto | Konstruktor               | Bodovi | AUS  | BAH  | KIN  | AZE  | ŠPA  | MON  | KAN  | FRA  | AUT | VBR  | NJE  | MAĐ  | BEL  | ITA  | SIN  | RUS  | JAP  | MEK  | SAD  | BRA  | ABU  |
| ------ | ------------------------- | ------ | ---- | ---- | ---- | ---- | ---- | ---- | ---- | ---- | --- | ---- | ---- | ---- | ---- | ---- | ---- | ---- | ---- | ---- | ---- | ---- | ---- |
| 1.     | Mercedes                  | 739    | 1.   | 1.   | 1.   | 1.   | 1.   | 1.   | 1.   | 1.   | 3.  | 1.   | 9.   | 1.   | 2.   | 2.   | 4.   | 1.   | 1.   | 1.   | 1.   | 7.   | 1.   |
| 1.     | Mercedes                  | 739    | 2.   | 2.   | 2.   | 2.   | 2.   | 3.   | 4.   | 2.   | 5.  | 2.   | Odu. | 8.   | 3.   | 3.   | 5.   | 2.   | 3.   | 3.   | 2.   | Odu. | 4.   |
| 2.     | Ferrari                   | 504    | 4.   | 3.   | 3.   | 3.   | 4.   | 2.   | 2.   | 3.   | 2.  | 3.   | 2.   | 3.   | 1.   | 1.   | 1.   | 3.   | 2.   | 2.   | 4.   | 17.† | 3.   |
| 2.     | Ferrari                   | 504    | 5.   | 5.   | 5.   | 5.   | 5.   | Odu. | 3.   | 5.   | 4.  | 16.  | Odu. | 4.   | 4.   | 13.  | 2.   | Odu. | 7.   | 4.   | Odu. | 18.† | 5.   |
| 3.     | Red Bull-Honda            | 417    | 3.   | 4.   | 4.   | 4.   | 3.   | 4.   | 5.   | 4.   | 1.  | 4.   | 1.   | 2.   | 5.   | 6.   | 3.   | 4.   | 4.   | 5.   | 3.   | 1.   | 2.   |
| 3.     | Red Bull-Honda            | 417    | 11.  | 8.   | 6.   | Odu. | 6.   | 5.   | 8.   | 10.  | 7.  | 5.   | 14.† | 6.   | Odu. | 8.   | 6.   | 5.   | Odu. | 6.   | 5.   | 14.  | 6.   |
| 4.     | McLaren-Renault           | 145    | 12.  | 6.   | 14.  | 7.   | 8.   | 6.   | 11.  | 6.   | 6.  | 6.   | 5.   | 5.   | 11.† | 10.  | 7.   | 6.   | 5.   | 13.  | 7.   | 3.   | 8.   |
| 4.     | McLaren-Renault           | 145    | Odu. | 19.† | 18.† | 8.   | Odu. | 11.  | Odu. | 9.   | 8.  | 11.  | Odu. | 9.   | Odu. | Odu. | 12.  | 8.   | 13.  | Odu. | 8.   | 8.   | 10.  |
| 5.     | Renault                   | 91     | 7.   | 17.† | 7.   | 14.  | 12.  | 9.   | 6.   | 8.   | 12. | 7.   | Odu. | 12.  | 8.   | 4.   | 9.   | 10.  | Dkv. | 8.   | 6.   | 6.   | 11.  |
| 5.     | Renault                   | 91     | Odu. | 18.† | Odu. | Odu. | 13.  | 13.  | 7.   | 11.  | 13. | 10.  | Odu. | 14.  | 14.  | 5.   | 14.  | Odu. | Dkv. | 10.  | 9.   | 15.  | 12.  |
| 6.     | Toro Rosso-Honda          | 85     | 10.  | 9.   | 10.  | 11.  | 9.   | 7.   | 10.  | 14.  | 15. | 9.   | 3.   | 10.  | 7.   | 11.  | 8.   | 12.  | 7.   | 9.   | 12.  | 2.   | 9.   |
| 6.     | Toro Rosso-Honda          | 85     | 14.  | 12.  | Odu. | Odu. | 11.  | 8.   | Odu. | 15.  | 17. | 12.  | 6.   | 15.  | 9.   | Odu. | 15.  | 14.  | 10.  | 11.  | 16.† | 10.  | 18.  |
| 7.     | Racing Point-BWT Mercedes | 73     | 9.   | 10.  | 8.   | 6.   | 15.  | 12.  | 9.   | 12.  | 11. | 13.  | 4.   | 11.  | 6.   | 7.   | 13.  | 7.   | 8.   | 7.   | 10.  | 9.   | 7.   |
| 7.     | Racing Point-BWT Mercedes | 73     | 13.  | 14.  | 12.  | 9.   | Odu. | 16.  | 12.  | 13.  | 14. | 17.  | Odu. | 17.  | 10.  | 12.  | Odu. | 11.  | 9.   | 12.  | 13.  | 19.† | Odu. |
| 8.     | Alfa Romeo-Ferrari        | 57     | 8.   | 7.   | 9.   | 10.  | 14.  | 17.  | 13.  | 7.   | 9.  | 8.   | 12.  | 7.   | 16.  | 9.   | 10.  | 13.  | 12.  | 14.  | 11.  | 4.   | 13.  |
| 8.     | Alfa Romeo-Ferrari        | 57     | 15.  | 11.  | 15.  | 12.  | 16.  | 19.  | 15.  | 16.  | 10. | Odu. | 13.  | 18.  | 18.† | 15.  | Odu. | 15.  | 14.  | Odu. | 14.  | 5.   | 16.  |
| 9.     | Haas-Ferrari              | 28     | 6.   | 13.  | 11.  | 13.  | 7.   | 10.  | 14.  | 17.  | 16. | Odu. | 7.   | 13.  | 12.  | 16.  | 11.  | 9.   | 13.  | 15.  | 15.  | 11.  | 14.  |
| 9.     | Haas-Ferrari              | 28     | Odu. | Odu. | 13.  | Odu. | 10.  | 14.  | 17.  | Odu. | 19. | Odu. | 8.   | Odu. | 13.  | Odu. | 17.  | Odu. | 15.  | 17.  | 18.† | 13.  | 15.  |
| 10.    | Williams-Mercedes         | 1      | 16.  | 15.  | 16.  | 15.  | 17.  | 15.  | 16.  | 18.  | 18. | 14.  | 10.  | 16.  | 15.  | 14.  | 16.  | Odu. | 16.  | 16.  | 17.  | 12.  | 17.  |
| 10.    | Williams-Mercedes         | 1      | 17.  | 16.  | 17.  | 16.  | 18.  | 18.  | 18.  | 19.  | 20. | 15.  | 11.  | 19.  | 17.  | 17.  | Odu. | Odu. | 17.  | 18.  | Odu. | 16.  | 19.  |
| Mjesto | Konstruktor               | Bodovi | AUS  | BAH  | KIN  | AZE  | ŠPA  | MON  | KAN  | FRA  | AUT | VBR  | NJE  | MAĐ  | BEL  | ITA  | SIN  | RUS  | JAP  | MEK  | SAD  | BRA  | ABU  |

## Kvalifikacije
| Poz. | AUS        | BAH        | KIN        | AZE        | ŠPA        | MON        | KAN        | FRA        | AUT        | VBR        | NJE        | MAĐ        | BEL        | ITA        | SIN        | RUS        | JAP        | MEK        | SAD        | BRA        | ABU        |
| ---- | ---------- | ---------- | ---------- | ---------- | ---------- | ---------- | ---------- | ---------- | ---------- | ---------- | ---------- | ---------- | ---------- | ---------- | ---------- | ---------- | ---------- | ---------- | ---------- | ---------- | ---------- |
| 1.   | Hamilton   | Leclerc    | Bottas     | Bottas     | Bottas     | Hamilton   | Vettel     | Hamilton   | Leclerc    | Bottas     | Hamilton   | Verstappen | Leclerc    | Leclerc    | Leclerc    | Leclerc    | Vettel     | Verstappen | Bottas     | Verstappen | Hamilton   |
| 2.   | Bottas     | Vettel     | Hamilton   | Hamilton   | Hamilton   | Bottas     | Hamilton   | Bottas     | Hamilton   | Hamilton   | Verstappen | Bottas     | Vettel     | Hamilton   | Hamilton   | Hamilton   | Leclerc    | Leclerc    | Vettel     | Vettel     | Bottas     |
| 3.   | Vettel     | Hamilton   | Vettel     | Vettel     | Vettel     | Verstappen | Leclerc    | Leclerc    | Verstappen | Leclerc    | Bottas     | Hamilton   | Hamilton   | Bottas     | Vettel     | Vettel     | Bottas     | Vettel     | Verstappen | Hamilton   | Verstappen |
| 4.   | Verstappen | Bottas     | Leclerc    | Verstappen | Verstappen | Vettel     | Ricciardo  | Verstappen | Bottas     | Verstappen | Gasly      | Leclerc    | Bottas     | Vettel     | Verstappen | Verstappen | Hamilton   | Hamilton   | Leclerc    | Leclerc    | Leclerc    |
| 5.   | Leclerc    | Verstappen | Verstappen | Pérez      | Leclerc    | Gasly      | Gasly      | Norris     | Magnussen  | Gasly      | Räikkönen  | Vettel     | Verstappen | Ricciardo  | Bottas     | Bottas     | Verstappen | Albon      | Hamilton   | Bottas     | Vettel     |
| 6.   | Grosjean   | Magnussen  | Gasly      | Kvjat      | Gasly      | Magnussen  | Bottas     | Sainz      | Norris     | Vettel     | Grosjean   | Gasly      | Ricciardo  | Hülkenberg | Albon      | Sainz      | Albon      | Bottas     | Albon      | Albon      | Albon      |
| 7.   | Magnussen  | Sainz      | Ricciardo  | Norris     | Grosjean   | Ricciardo  | Hülkenberg | Vettel     | Räikkönen  | Ricciardo  | Sainz      | Norris     | Hülkenberg | Sainz      | Sainz      | Hülkenberg | Sainz      | Sainz      | Sainz      | Gasly      | Norris     |
| 8.   | Norris     | Grosjean   | Hülkenberg | Giovinazzi | Magnussen  | Kvjat      | Norris     | Ricciardo  | Giovinazzi | Norris     | Pérez      | Sainz      | Räikkönen  | Albon      | Hülkenberg | Norris     | Norris     | Norris     | Norris     | Grosjean   | Ricciardo  |
| 9.   | Räikkönen  | Räikkönen  | Magnussen  | Räikkönen  | Kvjat      | Sainz      | Sainz      | Gasly      | Gasly      | Albon      | Hülkenberg | Grosjean   | Pérez      | Stroll     | Norris     | Grosjean   | Gasly      | Kvjat      | Ricciardo  | Räikkönen  | Sainz      |
| 10.  | Pérez      | Norris     | Grosjean   | Leclerc    | Ricciardo  | Albon      | Magnussen  | Giovinazzi | Vettel     | Hülkenberg | Leclerc    | Räikkönen  | Magnussen  | Räikkönen  | Pérez      | Ricciardo  | Grosjean   | Gasly      | Gasly      | Magnussen  | Hülkenberg |
| 11.  | Hülkenberg | Ricciardo  | Kvjat      | Sainz      | Norris     | Hülkenberg | Verstappen | Albon      | Grosjean   | Giovinazzi | Giovinazzi | Hülkenberg | Grosjean   | Giovinazzi | Giovinazzi | Gasly      | Giovinazzi | Pérez      | Hülkenberg | Norris     | Pérez      |
| 12.  | Ricciardo  | Albon      | Pérez      | Ricciardo  | Albon      | Norris     | Kvjat      | Räikkönen  | Hülkenberg | Räikkönen  | Magnussen  | Albon      | Norris     | Magnussen  | Gasly      | Pérez      | Stroll     | Hülkenberg | Magnussen  | Ricciardo  | Gasly      |
| 13.  | Albon      | Gasly      | Räikkönen  | Albon      | Sainz      | Grosjean   | Giovinazzi | Hülkenberg | Albon      | Sainz      | Ricciardo  | Kvjat      | Stroll     | Kvjat      | Räikkönen  | Giovinazzi | Räikkönen  | Ricciardo  | Kvjat      | Giovinazzi | Stroll     |
| 14.  | Giovinazzi | Pérez      | Sainz      | Magnussen  | Räikkönen  | Räikkönen  | Albon      | Pérez      | Ricciardo  | Grosjean   | Kvjat      | Giovinazzi | Albon      | Norris     | Magnussen  | Magnussen  | Kvjat      | Räikkönen  | Stroll     | Hülkenberg | Kvjat      |
| 15.  | Kvjat      | Kvjat      | Norris     | Gasly      | Pérez      | Giovinazzi | Grosjean   | Magnussen  | Sainz      | Pérez      | Stroll     | Magnussen  | Giovinazzi | Gasly      | Kvjat      | Stroll     | Hülkenberg | Giovinazzi | Grosjean   | Pérez      | Magnussen  |
| 16.  | Stroll     | Giovinazzi | Stroll     | Stroll     | Hülkenberg | Leclerc    | Pérez      | Kvjat      | Pérez      | Magnussen  | Norris     | Russell    | Gasly      | Grosjean   | Stroll     | Räikkönen  | Ricciardo  | Stroll     | Giovinazzi | Kvjat      | Grosjean   |
| 17.  | Gasly      | Hülkenberg | Russell    | Grosjean   | Stroll     | Pérez      | Räikkönen  | Grosjean   | Stroll     | Kvjat      | Albon      | Pérez      | Sainz      | Pérez      | Grosjean   | Russell    | Pérez      | Magnussen  | Räikkönen  | Stroll     | Giovinazzi |
| 18.  | Sainz      | Stroll     | Kubica     | Hülkenberg | Giovinazzi | Stroll     | Stroll     | Stroll     | Kvjat      | Stroll     | Russell    | Ricciardo  | Kvjat      | Russell    | Russell    | Kubica     | Russell    | Grosjean   | Russell    | Russell    | Räikkönen  |
| 19.  | Russell    | Russell    | Giovinazzi | Russell    | Russell    | Russell    | Russell    | Russell    | Russell    | Russell    | Kubica     | Stroll     | Russell    | Kubica     | Kubica     | Albon      | Magnussen  | Russell    | Pérez      | Kubica     | Russell    |
| 20.  | Kubica     | Kubica     | Albon      | Kubica     | Kubica     | Kubica     | Kubica     | Kubica     | Kubica     | Kubica     | Vettel     | Kubica     | Kubica     | Verstappen | Ricciardo  | Kvjat      | Kubica     | Kubica     | Kubica     | Sainz      | Kubica     |

## Statistike
| Vozač              | Postolja  | Postolja  | Postolja  | Prvo startno mjesto | Najbrži krug | Krugovi u vodstvu |
| Vozač              | 1. mjesto | 2. mjesto | 3. mjesto | Prvo startno mjesto | Najbrži krug | Krugovi u vodstvu |
| ------------------ | --------- | --------- | --------- | ------------------- | ------------ | ----------------- |
| Lewis Hamilton     | 11        | 4         | 2         | 5                   | 6            | 511               |
| Valtteri Bottas    | 4         | 7         | 4         | 5                   | 3            | 185               |
| Max Verstappen     | 3         | 2         | 4         | 2                   | 3            | 156               |
| Charles Leclerc    | 2         | 2         | 6         | 7                   | 4            | 246               |
| Sebastian Vettel   | 1         | 5         | 3         | 2                   | 2            | 160               |
| Pierre Gasly       | -         | 1         | -         | -                   | 2            | -                 |
| Daniil Kvjat       | -         | -         | 1         | -                   | -            | -                 |
| Kevin Magnussen    | -         | -         | -         | -                   | 1            | -                 |
| Antonio Giovinazzi | -         | -         | -         | -                   | -            | 4                 |

| Konstruktor        | Postolja  | Postolja  | Postolja  | Prvo startno mjesto | Najbrži krug | Krugovi u vodstvu |
| Konstruktor        | 1. mjesto | 2. mjesto | 3. mjesto | Prvo startno mjesto | Najbrži krug | Krugovi u vodstvu |
| ------------------ | --------- | --------- | --------- | ------------------- | ------------ | ----------------- |
| Mercedes           | 15        | 11        | 6         | 10                  | 9            | 696               |
| Ferrari            | 3         | 7         | 9         | 9                   | 6            | 406               |
| Red Bull-Honda     | 3         | 2         | 4         | 2                   | 5            | 156               |
| Toro Rosso-Honda   | -         | 1         | 1         | -                   | -            | -                 |
| Haas-Ferrari       | -         | -         | -         | -                   | 1            | -                 |
| Alfa Romeo-Ferrari | -         | -         | -         | -                   | -            | 4                 |

### Vodeći vozač i konstruktor u prvenstvu
U rubrici bodovi, prikazana je bodovna prednost vodećeg vozača / konstruktora ispred drugoplasiranog, dok je žutom bojom označena utrka na kojoj je vozač / konstruktor osvojio naslov prvaka.
| Utrka               | Vozač           | Bodovi |
| ------------------- | --------------- | ------ |
| VN Australije       | Valtteri Bottas | 8      |
| VN Bahreina         | Valtteri Bottas | 1      |
| VN Kine             | Lewis Hamilton  | 6      |
| VN Azerbajdžana     | Valtteri Bottas | 1      |
| VN Španjolske       | Lewis Hamilton  | 7      |
| VN Monaka           | Lewis Hamilton  | 17     |
| VN Kanade           | Lewis Hamilton  | 29     |
| VN Francuske        | Lewis Hamilton  | 36     |
| VN Austrije         | Lewis Hamilton  | 31     |
| VN Velike Britanije | Lewis Hamilton  | 39     |
| VN Njemačke         | Lewis Hamilton  | 41     |
| VN Mađarske         | Lewis Hamilton  | 62     |
| VN Belgije          | Lewis Hamilton  | 65     |
| VN Italije          | Lewis Hamilton  | 63     |
| VN Singapura        | Lewis Hamilton  | 65     |
| VN Rusije           | Lewis Hamilton  | 73     |
| VN Japana           | Lewis Hamilton  | 64     |
| VN Meksika          | Lewis Hamilton  | 74     |
| VN SAD              | Lewis Hamilton  | 67     |
| VN Brazila          | Lewis Hamilton  | 73     |
| VN Abu Dhabija      | Lewis Hamilton  | 87     |

| Utrka               | Konstruktor | Bodovi |
| ------------------- | ----------- | ------ |
| VN Australije       | Mercedes    | 22     |
| VN Bahreina         | Mercedes    | 39     |
| VN Kine             | Mercedes    | 57     |
| VN Azerbajdžana     | Mercedes    | 74     |
| VN Španjolske       | Mercedes    | 96     |
| VN Monaka           | Mercedes    | 118    |
| VN Kanade           | Mercedes    | 123    |
| VN Francuske        | Mercedes    | 140    |
| VN Austrije         | Mercedes    | 135    |
| VN Velike Britanije | Mercedes    | 164    |
| VN Njemačke         | Mercedes    | 148    |
| VN Mađarske         | Mercedes    | 150    |
| VN Belgije          | Mercedes    | 145    |
| VN Italije          | Mercedes    | 154    |
| VN Singapura        | Mercedes    | 133    |
| VN Rusije           | Mercedes    | 162    |
| VN Japana           | Mercedes    | 179    |
| VN Meksika          | Mercedes    | 186    |
| VN SAD              | Mercedes    | 216    |
| VN Brazila          | Mercedes    | 222    |
| VN Abu Dhabija      | Mercedes    | 235    |

### Unutarmomčadski dvoboji
| Mercedes                  | Mercedes | Mercedes           |
| ------------------------- | -------- | ------------------ |
| Lewis Hamilton            | 14:7     | Valtteri Bottas    |
| Ferrari                   |          |                    |
| Sebastian Vettel          | 9:11     | Charles Leclerc    |
| Red Bull-Honda            |          |                    |
| Max Verstappen            | 11:1     | Pierre Gasly       |
| Max Verstappen            | 8:1      | Alexander Albon    |
| Renault                   |          |                    |
| Nico Hülkenberg           | 7:14     | Daniel Ricciardo   |
| Haas-Ferrari              |          |                    |
| Kevin Magnussen           | 13:8     | Romain Grosjean    |
| McLaren-Renault           |          |                    |
| Carlos Sainz              | 10:10    | Lando Norris       |
| Racing Point-BWT Mercedes |          |                    |
| Sergio Pérez              | 18:3     | Lance Stroll       |
| Alfa Romeo-Ferrari        |          |                    |
| Kimi Räikkönen            | 12:8     | Antonio Giovinazzi |
| Toro Rosso-Honda          |          |                    |
| Daniil Kvjat              | 6:6      | Alexander Albon    |
| Daniil Kvjat              | 2:7      | Pierre Gasly       |
| Williams-Mercedes         |          |                    |
| Robert Kubica             | 0:20     | George Russell     |

| Mercedes                  | Mercedes | Mercedes           |
| ------------------------- | -------- | ------------------ |
| Lewis Hamilton            | 15:6     | Valtteri Bottas    |
| Ferrari                   |          |                    |
| Sebastian Vettel          | 11:9     | Charles Leclerc    |
| Red Bull-Honda            |          |                    |
| Max Verstappen            | 11:1     | Pierre Gasly       |
| Max Verstappen            | 5:4      | Alexander Albon    |
| Renault                   |          |                    |
| Nico Hülkenberg           | 7:12     | Daniel Ricciardo   |
| Haas-Ferrari              |          |                    |
| Kevin Magnussen           | 11:9     | Romain Grosjean    |
| McLaren-Renault           |          |                    |
| Carlos Sainz              | 14:6     | Lando Norris       |
| Racing Point-BWT Mercedes |          |                    |
| Sergio Pérez              | 16:5     | Lance Stroll       |
| Alfa Romeo-Ferrari        |          |                    |
| Kimi Räikkönen            | 17:4     | Antonio Giovinazzi |
| Toro Rosso-Honda          |          |                    |
| Daniil Kvjat              | 7:5      | Alexander Albon    |
| Daniil Kvjat              | 4:5      | Pierre Gasly       |
| Williams-Mercedes         |          |                    |
| Robert Kubica             | 3:17     | George Russell     |

## Vanjske poveznice
- Službena stranica Formule 1 - formula1.com
- Formula 1 2019. Stats F1